# Miquel Segura Aguiló
Miquel Segura Aguiló (La Puebla, Baleares, 25 de enero de 1945) es un periodista, escritor y joyero español, de origen chueta. Es el padre del diplomático Jaume Segura.

## Historia
Nació en La Puebla, en el interior de la isla de Mallorca, en el seno de una ilustre familia de joyeros y plateros pertenecientes a la minoría chueta, un grupo de descendientes de judíos conversos mallorquines que por causa de las persecuciones religiosas y su posterior estigmatización a fines del siglo XVII se vieron obligados a practicar una estricta endogamia, a la vez que conservaron una sólida conciencia colectiva. Periodista autodidacta, ha colaborado desde 1981 en diferentes publicaciones de Baleares, entre ellos Última Hora, donde mantiene una columna periódica. También escritor prolífico, mayoritariamente en catalán, cultivó todos los géneros literarios a excepción del teatro.  
Siendo consciente de su origen chueta, la aventura literaria de Miquel Segura con los años se profundiza en su identidad primero conversa, y luego judía. Su primer libro de la temática, Memòria xueta (Memoria chueta, de 1994) marcó un antes y un después en el tratamiento de la cuestión chueta en Mallorca, ya que rompió definitivamente con un estigma que la sociedad balear arrastraba desde hace centurias, al ponerla en el centro de la opinión pública. Habitual entrevistado, participante de programas de televisión, y ponente en diversos seminarios internacionales, su caso (y el de muchos otros) ha trascendido fronteras, llegando a oídos del Gran Rabino de Israel.
El 17 de diciembre de 2009 Miquel Segura retorna oficialmente al judaísmo, en una ceremonia efectuada en Nueva York, y adopta el nombre hebreo de Mihael Bar Haim. Es la primera persona de origen chueta que desde los tiempos de la Inquisición se le reconoce su retorno al judaísmo sin pasar por una conversión religiosa.
El 14 de julio de 2017 le fue otorgado el Escudo de Oro de La Puebla, la mayor distinción que concede el Ayuntamiento de esta localidad, en reconocimiento a su trayectoria profesional.

## Obra
Poesía
- A tall de mossegada (1980)

Narrativa
- La casa del pare (1997) novela.
- I de tot d'una fosca (2003)
- Els saragalls del desig (2005)

Reportajes
- Possessions de Mallorca (1985, 1987, 1989 i 1992), en cuatro volúmenes.

Testimonios
- El darrer canonge (1991)
- Memòria xueta (1994)
- Les Illes inolblidables. Crònica d'emigrants (1995)
- Cuba en el cor (1996)
- Un lejano aroma de café. Crónica de mallorquines en Puerto Rico. (1997)
- Entre dos islas. Mallorquines en la República Dominicana(1998)
- Cuba i Mallorca.
- Pasión en blanco y negro (1999)
- Arrels xuetes, ales jueves (2006)
- La història som nosaltres (2012)